# Alchemilla longidens
Alchemilla longidens är en rosväxtart som beskrevs av A. Plocek. Alchemilla longidens ingår i släktet daggkåpor, och familjen rosväxter. Inga underarter finns listade i Catalogue of Life.